# Dasiops uruguayensis
Dasiops uruguayensis är en tvåvingeart som först beskrevs av Günther Enderlein 1936.  Dasiops uruguayensis ingår i släktet Dasiops och familjen stjärtflugor.
Artens utbredningsområde är Uruguay. Inga underarter finns listade i Catalogue of Life.